# ديفيد ك. ليفين
ديفيد ك. ليفين (بالإنجليزية: David K. Levine) هو اقتصادي وبروفيسور وأستاذ جامعي أمريكي، ولد في 1955.